# Rheingauer Platt
Rheingauer Platt ist die volkstümliche Bezeichnung für den Dialekt, der im Rheingau gesprochen wird. Dabei unterscheidet man hauptsächlich zwei Mundarten. Es dominiert die Sprache der in der Nähe des  Rheins liegenden Orte Walluf, Eltville am Rhein, Erbach (Rheingau), Hattenheim, Oestrich-Winkel, Johannisberg, Geisenheim, Eibingen, Rüdesheim, Assmannshausen, Aulhausen, Lorch und Lorchhausen. Daneben gibt es die besondere Ausprägung des Dialektes in den Höhengemeinden Martinsthal, Rauenthal, Kiedrich, Hallgarten, Stephanshausen und Presberg, sowie in Ransel, Wollmerschied und Espenschied.
Der Dialekt gehört, wie das auf der anderen Rheinseite gesprochene Rheinhessisch, zur Westmitteldeutschen Sprache und wird innerhalb dieser dem Rheinfränkischen zugeordnet. Eine südhessische Tonfärbung ist möglich.
Bekannte Interpreten des Rheingauer Platts sind unter anderem
Hedwig Witte (1906–1991) und Ulrike Neradt. Der besonderen Pflege der Mundart hat sich der Rheingauer Mundartverein gewidmet.